# Kanton Toulon-3
Der Kanton Toulon-3 ist seit 1901 ein französischer Wahlkreis für die Wahl des Départementrats im Arrondissement Toulon, im Département Var in der Region Provence-Alpes-Côte d’Azur; sein Bureau centralisateur befindet sich in Toulon.

## Gemeinden
Der Kanton besteht aus drei Gemeinden und Gemeindeteilen mit insgesamt 54.601 Einwohnern (Stand: 1. Januar 2022) auf einer Gesamtfläche von 60,29 km²:
| Gemeinde           | Einwohner 1. Januar 2022 | Fläche km² | Dichte Einw./km² | Code INSEE | Postleitzahl        |
| ------------------ | ------------------------ | ---------- | ---------------- | ---------- | ------------------- |
| La Valette-du-Var  | 23.660                   | 15,50      | 1.526            | 83144      | 83160               |
| Le Revest-les-Eaux | 4.046                    | 24,07      | 168              | 83103      | 83200               |
| Toulon             | 26.895                   | 20,72      | 1.298            | 83137      | 83000, 83100, 83200 |
| Kanton Toulon-3    | 54.601                   | 60,29      | 906              | 8321       | –                   |

1. ↑   Nur der nördliche Teil der Gemeinde, der Rest verteilt sich auf die Kantone Toulon-1, Toulon-2 und Toulon-4.